# Toxorhina streptotrichia
Toxorhina streptotrichia là một loài ruồi trong họ Limoniidae. Chúng phân bố ở miền Australasia.